# Magister Wigbold
Magister Wigbold († 1401 in Hamburg; auch Wygbold, Wycholt), auch „Magister der Sieben Künste“ genannt, war ein Seeräuber und einer der Anführer der Vitalienbrüder. Zusammen mit Klaus Störtebeker, Hennig Wichmann, Klaus Scheld und Gödeke Michels, ebenfalls Anführer der Vitalienbrüder, machte er Ende des 14. Jahrhunderts die Nord- und Ostsee unsicher.
Der Name Wigbold kommt von wig (= Streit) und bold (= tapfer). Es ist nicht bekannt, ob Wigbold sein echter Name oder ein Spitzname war.

## Leben
Über das Leben Wigbolds ist wenig bekannt und zeitgenössische Quellen fehlen aus seiner Lebenszeit. Um seine Person ranken sich zahlreiche Legenden, die größtenteils nicht historisch belegt sind.
Er soll schon früh im Kloster aufgenommen und dort in den unterschiedlichsten Wissensbereichen unterrichtet worden sein. Dann soll er die Universität zu Rostock besucht haben, wo er später als Magister der Weltweisheit tätig gewesen sein soll. Da die Rostocker Universität erst 1419 gegründet wurde, also nach Wigbolds Tod, ist das nicht möglich. Ludwig Bühnau schreibt hingegen, Wigbold habe (bei John Wyclif) in Oxford studiert. Bühnau nennt allerdings keine Quellen für seine Behauptung. In A.B. Emdens Biographical Register of the University of Oxford to A.D. 1500 ist Wigbolds Name nicht angegeben. Es ist möglich, dass er unter einem anderen Namen studiert hat oder dass alle Aufzeichnungen über seine Zeit in Oxford verloren gegangen sind. Heinz Gundlach behauptet, er habe die Lehren John Wyclifs und John Balls, die eine maßgebliche Rolle spielten in dem großen Bauernaufstand, der 1381 England erschütterte, verbreitet. Gundlach führt hierfür jedoch ebenfalls keine Quellen auf.
Er soll keine besonders imposante Erscheinung gewesen sein und wurde als „der listige Zwerg“ oder „das teuflische Gehirn“ beschrieben. Er soll einem bürgerlichen Gelehrten ähnlich gesehen haben, er sei lang und hager gewesen und habe ein dunkles Samtwams getragen.
Wigbold war nach der Darstellung in der Lübischen Chronik von Johannes Rufus (1406/30) ein gelehrter, geistlicher und weltlicher Meister („mester an den seven kunsten“, Magister der sieben [freien] Künste, das heißt, der sieben Buchgelehrsamkeiten). Er soll in Verbindung zu dem englischen Radikalreformer John Wyclif gestanden haben.
Er war angeblich nicht, wie Gödeke Michels oder Klaus Störtebeker, aktiv in die Kämpfe verwickelt und zog es vor, Verhandlungen zu führen, um somit wenige Verluste zu erleiden. Leonhard Wächter nennt Wigbold „Hauptmann Wigbold, einen rostockschen Magister Philosophiä ..., der seinen Stand auf dem Catheder gegen den auf dem Schiffskastell vertauscht hatte“.
In der Literatur wird Wigbold den Hauptleuten der Likedeeler (Vitalienbrüder) zugerechnet (Unterfeldherr unter Michels) und gelegentlich als „Freund“ Störtebekers bezeichnet. Gödeke Michels und Wigbold und neben ihnen Wichmann und Störtebeker werden in der Lübischen Chronik zum Jahre 1395 als die Häuptlinge jener Seeräuber genannt, die sich nach der Befreiung König Albrechts von Schweden in den Städten Rostock und Wismar nicht mehr sicher fühlten und deshalb anderswo Zuflucht suchten.
Die Norder Autorin Gudrun Anne Dekker stellt fest: Möglicherweise waren es die Schieringer und Vitalienbrüder Junker Johann Sissingh(a) van Groningae und Wigbold (vermutlich Geschlecht von Ewsum aus Oert?). Letzterer war höchstwahrscheinlich als „Magister artium“ für die Erstellung der Gesetze der Groninger „Liekedeeler“ nach denen der Fratres Devoti verantwortlich.
Die Vitalienbrüder oder (seit 1398) auch Likedeeler („Gleichteiler“; weil sie ihre Beute gerecht verteilten) machten lange die Nordsee unsicher, wo sie von friesischen Häuptlingen unterstützt wurden, bis die Hanse zum Gegenschlag ausholte und die Gruppe um Störtebeker zerschlug. Michels und Wigbold entkamen zunächst nach Norwegen. Doch kurz nach dem Tod Störtebekers am 21. Oktober 1401 wurden auch Michels und Wigbold nebst etwa 200 Gefolgsleuten auf der Weser (und Jade) gefangen genommen und noch im gleichen Jahr in einer zweiten Hinrichtungswelle (insgesamt 80 Seeräuber) auf dem Grasbrook vor Hamburg hingerichtet.
Störtebekers Hinrichtung und die seiner Gesellen Hennig Wichmann, Magister Wigbold und Gödeke Michels 1401 sind nur durch zwei Zeilen in einer alten Chronik belegt. Die kurze Hamburgische Chronik von 1457 berichtet nämlich: „Anno 1402 ward Wichmann unde Störtebeker afgehouwen altohand na Feliciani. Anno 1403 ward Wikbolt unde Goedeke Michael afgehouwen.“

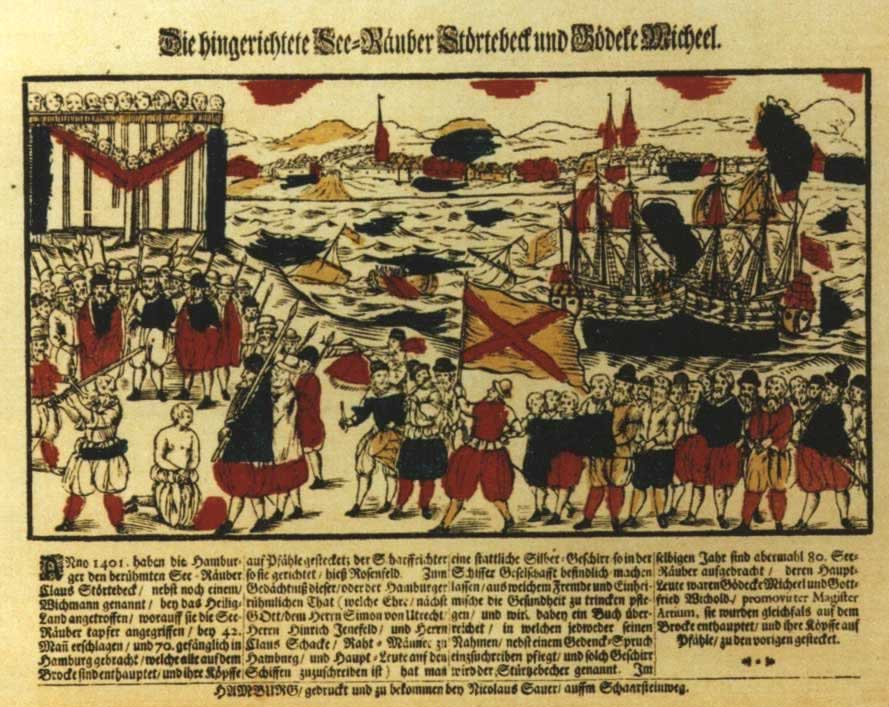
Flugblatt von 1701 anlässlich des 300. Jahrestages der Hinrichtung Magister Wigbolds und Klaus Störtebekers

Auf einem Flugblatt zum 300-jährigen Jubiläum der Gefangennahme, gedruckt bei Nicolaus Sauer, Hamburg 1701, heißt es (zu 1401): „Im selbigen Jahr sind abermahl 80. See-Räuber aufgebracht / deren Hauptleute waren Gödecke Micheel und Gottfried Wichold / promovirter Magister Artium, sie wurden gleichfals auf dem Brocke enthauptet / und ihre Köpffe auf Pfähle / zu den vorigen gestecket.“
Im Historischen Taschenbuch von Friedrich von Raumer (1840) heißt es ergänzend: „Magister Wigbold hatte das Schicksal, alle seine Mitgesellen vor sich enthaupten zu sehen; er war der Letzte, den das Richtschwert traf.“

### Wissenschaftliche Literatur und Sachbücher
- Matthias Blazek: Seeräuberei, Mord und Sühne – Eine 700-jährige Geschichte der Todesstrafe in Hamburg 1292–1949. ibidem, Stuttgart 2012, ISBN 978-3-8382-0457-4.
- Ortwin Pelc: Seeräuber auf Nord- und Ostsee: Wirklichkeit und Mythos. Boyens, Heide, 2005, ISBN 3804211704.
- Matthias Puhle: Die Vitalienbrüder: Klaus Störtebeker und die Seeräuber der Hansezeit. Campus Verlag, Frankfurt, 2012, ISBN 9783593398013.

### Belletristik
- Hans Leip: Godekes Knecht: die Berichte des Magisters Wikbold über die Schönheit von Himmel, Land und Meer, sowie über den Untergang der Likededeeler im Sommer des Jahres 1402. Schünemann, Bremen, 1925.
- Thomas Einfeldt: Störtebekers Kinder. Ravensburger Buchverlag, Ravensburg 2002, ISBN 3-473-58200-X.
- Gustav Schalk: Klaus Störtebeker. Ueberreuter, Wien 2002, ISBN 3-8000-2876-X.
- Indrek Hargla: Apotheker Melchior und das Rätsel der Olaikirche. Ein Hansekrimi. Aus dem Estnischen übersetzt von Uta Kührt. Europäische Verlagsanstalt, Hamburg 2014, ISBN 978-3-863-93056-1